# Camilla Götzl
Camilla Götzl (* 10. Juni 1876 in Melnik, Mittelböhmen; † nach 1899) war eine österreichische Opernsängerin (Sopran) böhmischer Herkunft.

## Leben
Götzl war die Tochter eines wohlhabenden Kaufmanns. Sie absolvierte ein Studium am Prager Konservatorium und war dort u. a. Schülerin bei Opernsängerin Mathilde Mallinger. Mit Unterstützung von Intendant Angelo Neumann konnte Götzl bereits am 9. Mai 1898 als „Sersella“ erfolgreich am Neuen Deutschen Theater in Prag debütieren.
Ab Herbst 1899 wurde an das Theater des Westens in Berlin engagiert.

## Rollen (Auswahl)
- Sersella, A basso porto (Niccola Spinelli)
- Undine, Undine (Albert Lortzing)
- Agathe, Der Freischütz (Carl Maria von Weber)
- Recha, Die Jüdin (Fromental Halévy)
- Amalia, Ein Maskenball (Giuseppe Verdi)
- Micaela, Carmen (Georges Bizet)